# Rosvitha Okou
Rosvitha Bodjiho Okou (Gagnoa, 5 settembre 1986) è un'ostacolista ivoriana con cittadinanza francese.

## Biografia
Nata in Costa d'Avorio, ha gareggiato per la Francia - paese in cui si è trasferita - nel corso di tutta la sua carriera giovanile. Dal 2012 ha deciso di rappresentare il paese natio nelle maggiori manifestazioni internazionali oltre che a quelle del continente africano. Ha debuttato mondialmente prendendo parte alla delegazione della Costa d'Avorio ai Giochi olimpici di Londra 2012.

## Palmarès
| Anno                                   | Manifestazione           | Sede        | Evento   | Risultato | Prestazione | Note |
| -------------------------------------- | ------------------------ | ----------- | -------- | --------- | ----------- | ---- |
| In rappresentanza della Francia        |                          |             |          |           |             |      |
| 2005                                   | Europei juniores         | Kaunas      | 100 m hs | Batteria  | 14"89       |      |
| In rappresentanza della Costa d'Avorio |                          |             |          |           |             |      |
| 2012                                   | Campionati africani      | Porto-Novo  | 100 m hs | 6ª        | 13"74       |      |
| 2012                                   | Giochi olimpici          | Londra      | 100 m hs | Batteria  | 13"62       |      |
| 2013                                   | Giochi della Francofonia | Nizza       | 100 m hs | 5ª        | 13"69       |      |
| 2013                                   | Giochi della Francofonia | Nizza       | 4×100 m  | 5ª        | 45"84       |      |
| 2014                                   | Campionati africani      | Marrakech   | 100 m hs | Argento   | 13"26       |      |
| 2013                                   | Giochi panafricani       | Brazzaville | 100 m hs | 4ª        | 13"32       |      |
| 2013                                   | Giochi panafricani       | Brazzaville | 4×100 m  | Bronzo    | 43"98       |      |
| 2017                                   | Giochi della Francofonia | Abidjan     | 100 m hs | 4ª        | 13"59       |      |
| 2018                                   | Campionati africani      | Asaba       | 100 m hs | Bronzo    | 13"39       |      |
| 2018                                   | Campionati africani      | Asaba       | 4×100 m  | Argento   | 44"40       |      |
| 2019                                   | Giochi panafricani       | Rabat       | 100 m hs | 5ª        | 13"72       |      |